# Nico Santos (attore)
Nico Santos (Manila, 7 aprile 1979) è un attore statunitense, famoso per la sua apparizione in Crazy & Rich.

## Carriera
Santos ha lavorato per diversi anni nel reparto costumi come costumista all'Oregon Shakespeare Festival. Nel 2001 si è trasferito a San Francisco dove ha lavorato per otto anni in vari negozi di lusso a Union Square mentre faceva cabaret, spesso aprendo i microfoni subito dopo il lavoro. Nel 2012 ha iniziato ad apparire regolarmente nel talk show a tarda notte, Chelsea Lately , come relatore mentre lavorava contemporaneamente come proprietario di un ristorante. Santos ha riportato la sua attenzione alla recitazione nel 2014, quando ha ottenuto un posto nell'annuale CBS Diversity Showcase. Inizialmente è diventato uno scrittore, ma ha recitato quando ha sostituito un altro attore asiatico che ha abbandonato. Nel 2018 ha ricevuto una candidatura come miglior attore non protagonista in una serie comedy ai Critics' Choice Television Award per il suo ruolo in Superstore. A giugno 2022 è stato annunciato come parte del cast di Guardiani della Galassia Vol. 3.

## Vita privata
Nico Santos è fidanzato da aprile 2022 con Zeke Smith, che ha partecipato alle edizioni 33a - Millennials vs. Gen X e 34a - Game Changers del reality show della CBS Survivor. Durante la pandemia di COVID-19, ha rivelato che sia sua madre che il patrigno hanno contratto il virus. Il suo patrigno è morto mentre sua madre si è ripresa.

## Filmografia

### Cinema
- Il superpoliziotto del supermercato 2 (Paul Blart: Mall Cop 2), regia di Andy Fickman (2015)
- Nobody Walks in L.A., regia di Jesse Shapiro (2016)
- The Clapper, regia di Dito Montiel (2017)
- Crazy & Rich (Crazy Rich Asians), regia di Jon M. Chu (2018)
- Guardiani della Galassia Vol. 3 (Guardians of the Galaxy Vol. 3), regia di James Gunn (2023)
- La felicità per principianti (Happiness for Beginners), regia di Vicky Wight (2023)

### Televisione
- Chelsea Lately - serie TV, 12 episodi (2012-2013)
- Mulaney - serie TV, episodio 1x06 (2014)
- Ground Floor - serie TV, episodio 1x10 (2014)
- Go-Go Boy Interrupted - serie TV, 4 episodi (2014)
- 2 Broke Girls - serie TV, 1 episodio (2014)
- Superstore - serie TV, 113 episodi (2015-2021)
- Noches con Platanito - serie TV, episodio 16x463 (2016)
- Non sono ancora morta (Not Dead Yet) – serie TV, episodio 2x01 (2024)

### Doppiaggio
- Il drago dei desideri (Wish Dragon), regia di Chris Appelhans (2021) - Buckley
- The Prince - serie TV, 2 episodi (2021) - Robert

## Doppiatori italiani
Nelle versioni in italiano delle opere in cui ha recitato, Nico Santos è stato doppiato da:
- Nanni Baldini in Crazy & Rich, Non sono ancora morta
- Corrado Conforti in Superstore
- Dino Capuano in Guardiani della Galassia Vol. 3
- Massimo Triggiani ne La felicità per principianti